# Marco Fúrio Camilo
Marco Fúrio Camilo (em latim: Marcus Furius Camillus; c. 446 a.C. – 365 a.C. (81 anos)) foi um político da gente Fúria nos primeiros anos da República Romana, eleito tribuno consular por seis vezes, em 401, 398, 394, 386, 384 e 381 a.C. Foi também cinco vezes nomeado ditador, em 396, 390, 389, 368 e 367 a.C. Segundo Lívio e Plutarco, foi agraciado com um triunfo cinco vezes e recebeu o título de "Segundo Fundador de Roma".
Era filho de Lúcio Fúrio Medulino, tribuno consular em 432 a.C., e irmão de Lúcio Fúrio Medulino, cônsul em 413 e 409 e tribuno consular por sete vezes, e de Espúrio Fúrio Medulino, tribuno consular em 400 a.C. e pai de Lúcio Fúrio Medulino Fuso, seu companheiro em várias campanhas. Seu filho era Lúcio, cônsul em 349 a.C.

## Primeiros anos
Camilo pertencia à gente Fúria, cuja origem era a cidade latina de Túsculo. Embora ela tenha sido uma inimiga feroz dos romanos na década de 490 a.C., depois que tanto os volscos quanto os équos começaram suas guerras contra Roma, Túsculo entrou na luta contra eles do lado de Roma, ao contrário da maioria das cidades do Lácio. Os Fúrios foram rapidamente integrados à sociedade romana, acumulando ao longo dos anos uma série de cargos na magistratura e já eram uma família romana importante na década de 450 a.C.
O pai de Camilo era Lúcio Fúrio Medulino, um tribuno consular patrício e tinha mais de três irmãos, sendo o mais velho Lúcio Fúrio Medulino, que foi tanto cônsul quanto tribuno consular. O substantivo latino camillus denota um acólito criança de rituais religiosos, uma referência ao fato de que um parente seu, Quinto Fúrio Pácilo, foi pontífice máximo.
Os tribunos consulares ou "tribunos militares com autoridade consular" (em latim: tribuni militum consulari potestate) eram tribunos eleitos com poderes de cônsul durante o chamado Conflito das Ordens no início da República Romana, um sistema que começou a ser utilizado em 444 a.C. e, continuamente, de 408 a 394 a.C. e, novamente, de 391 até 367 a.C.. O cargo foi criado, junto com o de censor, para dar acesso à ordem dos plebeus, que, naquela época da história romana, não podiam ser cônsules, acesso aos níveis mais altos da magistratura sem a necessidade de reformar o cargo de cônsul.

## Início da carreira
Camilo foi um soldado brilhante durante as guerras contra équos e volscos. Depois, foi tribuno militar. Em 403 a.C., foi nomeado censor com Marco Postúmio Albino Regilense e, através de uma extensiva taxação, tentou resolver os inúmeros problemas financeiros de Roma decorrentes das incessantes campanhas militares.

## Guerra contra Veios

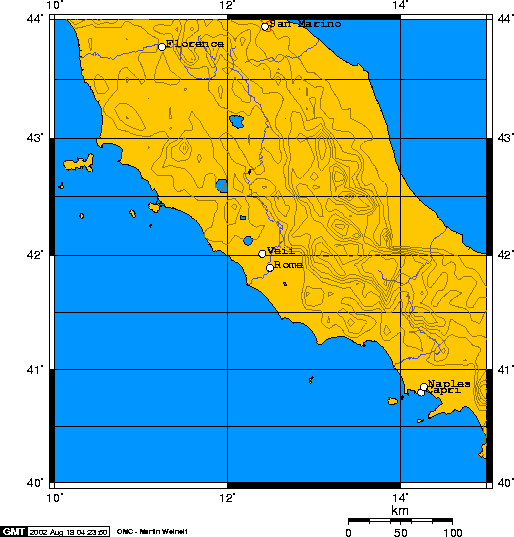
Mapa de Roma e Veios.

Em 406 a.C., Roma declarou guerra contra a cidade rival etrúria de Veios, localizada num local elevado e bem protegido. Um ataque obrigou os romanos a darem início a um grande cerco que duraria cerca de dez anos. 

### Primeiro tribunato consular (401 a.C.)
Em 401 a.C., com a guerra cada vez mais impopular em Roma, Camilo foi eleito tribuno consular pela primeira vez, com Lúcio Júlio Julo, Cneu Cornélio Cosso, Mânio Emílio Mamercino, Lúcio Valério Potito e Cesão Fábio Ambusto.
Durante o ano, Roma foi tomada por uma grande polêmica, alimentada pelos tribunos da plebe por causa da má condução da guerra, com uma série de revezes sofridos pelos romanos no cerco a Veios, provocado principalmente por discordâncias entre dois tribunos consulares, Mânio Sérgio Fidenato e Lúcio Vergínio Tricosto Esquilino, pela decisão de manter os soldados a serviço mesmo durante inverno no cerco a Veios (quando o período normal do alistamento era a primavera e o verão) e pela necessidade de novos impostos para sustentar o esforço de guerra, especialmente depois da decisão de pagar os soldados do erário público pelo período da guerra.
| “ | ...E, como os tribunos não permitia a coleta dos impostos militares e aos comandantes não chegava dinheiro para pagar os homens, que reclamavam impacientemente por seus salários, pouco surpreende que também o acampamento fosse contagiado pelos problemas ocorridos na cidade | ” |
|   | — Lívio, Ab Urbe Condita V, 12. |   |

No final, os tribunos da plebe processaram Sérgio Fidenato e Lúcio Vergínio pela péssima condução da guerra e os dois foram condenados a pagara uma multa de 10 000 asses.
Na frente militar, Fúrio Camilo assumiu o comando do exército romano e, num curto período de tempo, atacou dois aliados de Veios, os faliscos e os capenatos, que resistiram dentro de suas muralhas. Os romanos reconquistaram as posições perdidas no ano anterior em Veios enquanto Valério Potito cuidava da campanha contra os volscos e reconquistou Anxur (Terracina), que também foi cercada.
| “ | No território dos volscos, porém, depois de haver saqueado a zona rural, os romanos tentaram tomar Anxur, que ficava numa colina. Mas quando eles perceberam a inutilidade de uma ação pela força, guiados por Valério Potito, a quem foi confiado comando da operação, iniciou-se um cerco da cidade com a construção de um fosso e de trincheiras. | ” |
|   | — Lívio, Ab Urbe Condita V, 12. |   |

Cornélio estabeleceu um terceiro estipêndio a ser pago aos cavaleiros cujo cavalo não fosse fornecido pelo Estado. Supõe-se que ele tenha promovida a candidatura de seu meio-irmão (ou primo), o plebeu Públio Licínio Calvo Esquilino, à magistratura de tribuno consular em 400 a.C..

### Segundo tribunato consular (398 a.C.)

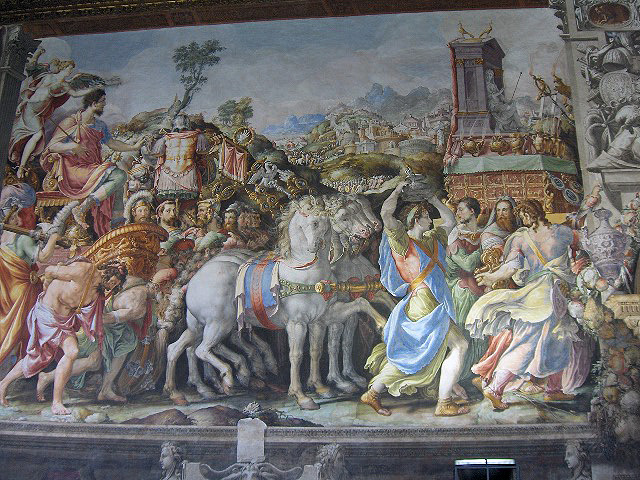
Segundo Plutarco: "Camilo... assumiu para si mais do que ser um magistrado civil e legal; entre outras coisas, no orgulho e arrogância de seu triunfo, desfilando por Roma numa quadriga puxada por quatro cavalos brancos, algo que nenhum general antes ou depois dele jamais fez; pois os romanos consideram este tipo de transporte sagrado e especialmente dedicado ao rei e pai dos deuses. Este ato alienou o coração de seus concidadãos, que não estavam acostumados com tanta pompa e circunstância"
1540. Por Francesco de' Rossi, afresco no Palazzo Vecchio, em Florença.

Em 398 a.C., Camilo foi novamente eleito tribuno consular, desta vez com Marco Valério Latucino Máximo, Lúcio Fúrio Medulino (seu irmão mais velho), Lúcio Valério Potito, Quinto Servílio Fidenato Quinto Sulpício Camerino Cornuto.
Os romanos continuaram o cerco a Veios e, sob o comando de Valério Potito e Fúrio Camilo, foram saqueadas Falérios e Capena, cidades aliadas dos etruscos.
Durante o ano se verificou uma elevação do nível das águas do Lago Albano, perto de Alba Longa e, para interpretar o significado deste misterioso evento, emissários foram enviados para questionar o Oráculo de Delfos:
| “ | [...] um lago, nas florestas de Alba, cresceu e chegou a uma altura extraordinária sem que ninguém conseguisse explicar este maravilhoso efeito, nem pela água e nem pelo céu e nem por nenhuma outra causa. Para descobrir o que os deuses pretendiam com este milagre, emissários foram enviados para consultarem o Oráculo de Delfos. Mas outro sinal foi ouvido por acaso perto do acampamento: um velho de Veios, entre as inúmeras provocações entre romanos e os sentinelas etruscos, cantou as seguintes palavras de tom profético: "Enquanto as águas do lago Alba não tiverem desaparecido, os romanos não conquistarão Veios". | ” |
|   | — Lívio, "Ab Urbe Condita libri" V, 15. |   |

Ao retornar, em 397 a.C., os embaixadores reportaram a mesma explicação e o velho de Veios, preso, foi acusado do prodígio para apaziguar os deuses.

### Primeira ditadura (396 a.C.)
Enquanto continuava o cerco de Veios, os tribunos consulares Lúcio Titínio Pansa Saco e Cneu Genúcio Augurino marcharam contra os faliscos e capenatos, mas foram pegos de surpresa numa emboscada. Cneu Genúcio morreu em combate enquanto Titínio conseguiu fugir com os sobreviventes. A notícia da ruína do exército provocou pânico em Roma e nos soldados que participavam do cerco, alguns dos quais retornaram para a cidade.
| “ | À Roma chegaram notícias ainda mais alarmantes: o acampamento de Veios já estava cercado e colunas de inimigos prontos para o combate marchavam em direção a Roma. Muita gente correu para guarnecer as muralhas. As matronas, tiradas de casa pelo terror generalizado, correram para os templos para rezar e suplicar aos deuses. | ” |
|   | — Lívio, Ab Urbe Condita V, 2, 18. |   |

Apavorados, os romanos mais uma vez recorreram a Camilo, que foi nomeado ditador e escolheu Públio Cornélio Maluginense como seu mestre da cavalaria. Depois de derrotar tanto faliscos quanto capenatos em Nepete, Camilo comandou o assalto final contra Veios. Ele cavou o solo macio abaixo das muralhas e conseguiu infiltrar suas tropas no sistema de esgoto da cidade, derrotando o inimigo. Sem interesse em termos de rendição e com o objetivo de destruir completamente o inimigo, os romanos massacraram toda a população masculina da cidade e vendeu como escravos todas as mulheres e crianças. O butim foi enorme. Para a batalha, Camilo havia invocado a proteção de Mater Matuta muitas vezes e levou a estátua de Juno para Roma, onde construiu um templo para abrigá-la. 
De volta à capital, Camilo desfilou em uma quadriga e realizou festas populares que duraram muitos dias. Camilo, porém, se opôs ao plano posterior dos plebeus de popular Veios com metade da população romana, o que teria resolvido os problemas de pobreza da cidade, mas os patrícios foram contra. De propósito, Camilo atrasou as deliberações sobre o projeto até que ele acabou abandonado. Camilo também provocou controvérsia por não cumprir sua promessa de dedicar um décimo do saque ao Oráculo de Delfos e ao deus Apolo. O oráculo anunciou que os deuses estavam insatisfeitos e, por isso, o Senado Romano encarregou os cidadãos romanos de conseguirem a dívida em ouro requerida.

## Terceiro tribunato consular (394 a.C.)

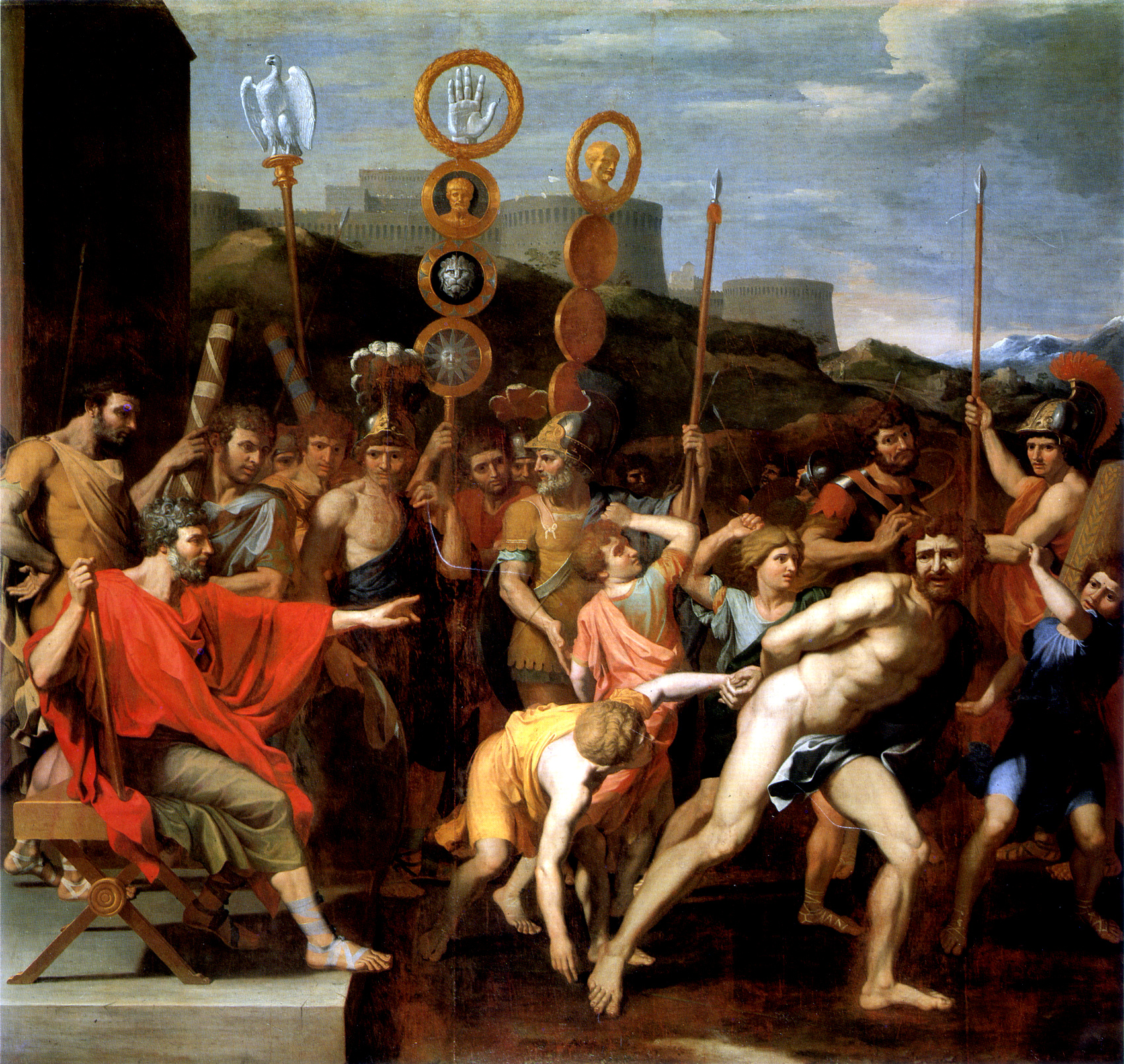
"Camilo expulsa o professor de Falérios e seus alunos".
1637. Por Nicolas Poussin, atualmente no Louvre, Paris.

Para acabar definitivamente com Falérios, que era a última cidade inimiga ainda sobrevivente da guerra, Camilo foi novamente eleito tribuno consular, desta vez com Lúcio Fúrio Medulino (seu irmão mais velho), Caio Emílio Mamercino, Lúcio Valério Publícola, Espúrio Postúmio Albino Regilense e Públio Cornélio Cipião.
Camilo aproveitou a oportunidade para desviar a atenção dos difíceis conflitos sociais que assolavam cidade focando a população num único conflito externo. Ele cercou Falérios e, depois de rejeitar como imoral a proposta de um professor local de entregar a maior parte das crianças locais aos romanos, os faliscos ficaram muito agradecidos e juraram lealdade aos romanos.
Toda a península Itálica ficou impressionada com as vitórias de Camilo. Équos, volscos e capenatos propuseram tratados de paz e Roma aumentou seu território em setenta por cento, o que permitiu, nos anos seguintes, que terras fossem distribuídas aos cidadãos mais pobres. Roma passou a ser a mais poderosa nação da região central da península.

## Banimento
Os romanos ficaram muito insatisfeitos pela impossibilidade de saquear Falérios e culparam Camilo. Além disso, ele vinha sendo contra a redistribuição de terras e o assentamento descontrolado de Veios. Por isso, acabou impedido por seus adversários políticos e processado sob a acusação de apropriação indébita do butim etrúrio. Seus amigos explicaram para ele que, apesar de uma condenação ser inevitável, a conta seria paga por eles. Camilo desprezou a proposta e optou por se auto-exilar, abandonando em Roma sua esposa e Lúcio, seu filho sobrevivente, e estabelecendo-se em Ardea. In absentia, foi condenado a pagar 1 500 denários.

## Os gauleses e a "Segunda Fundação de Roma"

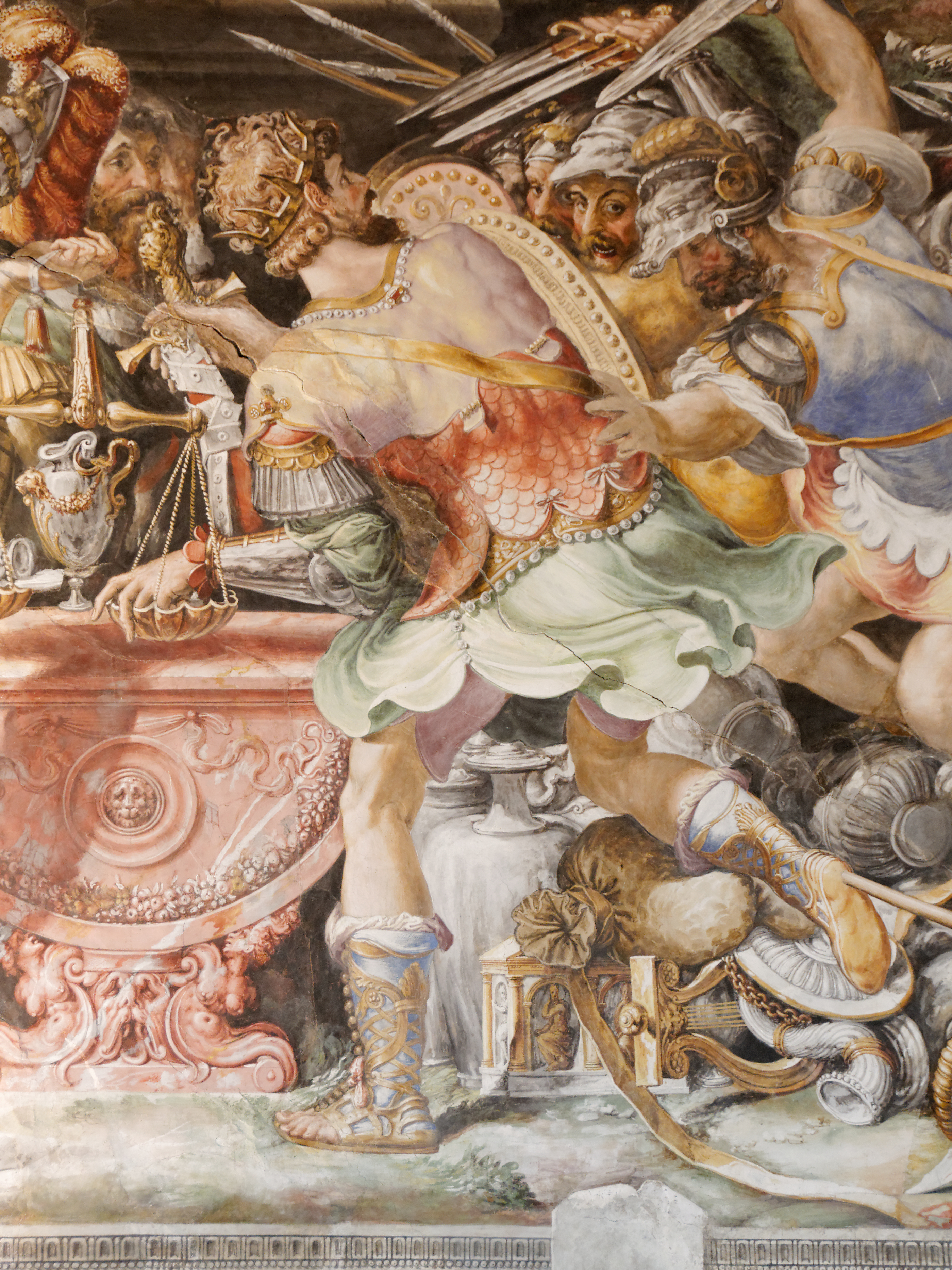
Breno é interrompido por Camilo durante a pesagem do resgate de Roma.
1543-5. Por Francesco de' Rossi, no Palazzo Vecchio, em Florença.

Quando gauleses da tribo dos sênones, que já haviam invadido a maior parte da Etrúria, alcançaram Clúsio e, liderados por Breno, a cercaram, seus habitantes pediram ajuda a Roma. Porém, depois que embaixada romana provocou uma luta, os gauleses abandonaram o cerco e marcharam diretamente para Roma. Depois que o exército romano inteiro foi derrotado na Batalha de Ália, a cidade de Roma, indefesa, foi capturada pelos invasores. O que restou do exército recuou para Veios enquanto a maior parte da população civil seguiu para a cidade etrusca de Cere. Um pequeno contingente continuou resistindo na cidadela do Capitolino enquanto as tropas gaulesas saquearam Roma, assentando-se na cidade, tomando os mantimentos romanos e destruindo todas as pequenas cidades vizinhas para saqueá-las.
Quando os gauleses seguiram para Ardea, o então exilado Camilo, que vivia ali como um cidadão, organizou as defesas locais para proteger a cidade. Ele avisou os habitantes da cidade que os gauleses sempre exterminavam seus inimigos derrotados. Camilo encontrou os gauleses distraídos, celebrando seu último saque e completamente bêbados em seu acampamento e, por isso, atacou-os de surpresa durante a noite, derrotando-os com facilidade num grande banho de sangue. 

### Segunda ditadura (390 a.C.)
Camilo foi então aclamado por todos os exilados romanos como herói. Depois de recusar a posição precária de general, um mensageiro romano conseguiu penetrar sorrateiramente o Capitólio e os senadores ali reunidos o nomearam ditador mais uma vez, desta com a tarefa de enfrentar os gauleses. A partir da base romana de Veios, Camilo nomeou Lúcio Valério Potito seu mestre da cavalaria e juntou um exército com 12 000 homens, engordado por soldados vindos de toda a região.
Os gauleses estavam despreparados para o cerco, pois uma epidemia irrompeu entre eles por causa dos inúmeros corpos insepultos. Breno e os romanos negociaram um fim para o cerco e os romanos concordaram em pagar mil libras de ouro como pagamento. Segundo a tradição, para acrescentar insulto à injúria, descobriu-se que Breno estavam usando padrões adulterados para pesar o ouro, mas, quando os romanos reclamaram, diz-se que Breno teria atirado sua espada e seu cinto na balança e gritado em latim: "Vae victis!" ("Ai dos vencidos").
Segundo alguns historiadores romanos, teria sido neste exato momento que Camilo chegou com seu exército e, depois de colocar sua espada na balança, teria dito "Nōn aurō, sed ferrō, recuperanda est patria" ("não com ouro, mas com ferro a pátria será recuperada") e atacou os gauleses. A batalha ocorreu nas ruas de Roma, mas nenhum exército conseguia lutar de forma efetiva nas estreitas vielas e ruas. Os dois exércitos deixaram a cidade e retomaram a luta no dia seguinte. O exército de Camilo correspondeu às suas esperanças e os gauleses foram derrotados. Os romanos então declaram Camilo o "segundo Rômulo", o segundo fundador de Roma.
Camilo realizou sacrifícios em agradecimento pelo seu retorno vitorioso e ordenou a construção do templo de Aius Locutius. Quando os plebeus propuseram que os romanos se mudassem para Veios, Camilo ordenou o debate no Senado e defendeu que os cidadãos ficassem. Sua proposta foi aprovada por unanimidade e os senadores ordenaram a reconstrução de Roma. Como o Senado temia uma sedição por parte dos plebeus, a renúncia de Camilo foi recusada no final de seu mandato, o que fez dele o ditador com o mandato mais longo até Sula e Júlio César.

## Terceira ditadura (389 a.C.)
A reconstrução da cidade tomou o ano inteiro e, neste período, volscos e équos aproveitaram para invadir o território romano, algumas tribos latinas se revoltaram e os etruscos cercaram Satricum (Sutri), que era uma aliada romana. Para enfrentar a crise, Camilo, que já era tribuno militar, foi nomeado mais uma vez ditador, desta vez com Caio Servílio Estruto Aala como seu mestre da cavalaria.
Quando os inimigos cercaram Roma, Camilo matou a mair parte deles no monte Márcio ateando fogo às paliçadas durante as horas mais ventosas do anoitecer. Logo depois, o exército de Camilo seguiu para o sudeste para derrotar os volscos na Batalha de Mécio, não muito longe de Lanúvio. Bolas, a capital dos équos, foi capturada em seguida. Porém, os romanos perderam Satricum e Camilo não conseguiu capturar Âncio, a capital dos volscos.
Finalmente, Camilo chegou em Satricum, onde a população havia acabado de ser expulsa pelos etrúrios. Ele imaginou que os vencedores deveriam estar celebrando na recém-capturada cidade e se apressou para enfrentá-los; os etruscos estavam tão embriagados que Camilo conseguiu capturar a cidade facilmente.
Depois desta campanha, Camilo celebrou mais um triunfo em Roma. Através dele os romanos demonstraram sua força militar profissional e sua prontidão ofensiva.

## Quarto tribunato consular (386 a.C.)

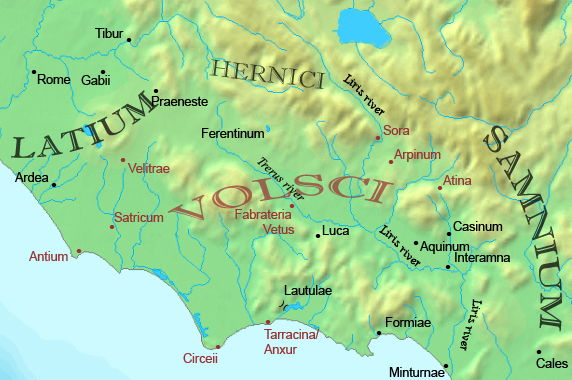
Mapa do território dos volscos.

Em 386 a.C., Camilo foi eleito tribuno novamente, desta vez com Quinto Servílio Fidenato, Lúcio Horácio Púlvilo, Sérvio Cornélio Maluginense, Lúcio Quíncio Cincinato Capitolino e Públio Valério Potito Publícola.
Quando Anzio (Antium) resolveu se levantar contra Roma, apoiada pelos jovens latinos e hérnicos, o Senado decidiu entregar as operações militares a Fúrio Camilo, que levou consigo seu colega Públio Valério. A Quinto Servílio foi encarregada a missão de organizar um exército que ficaria em território romano para defender a cidade contra um possível ataque dos etruscos. Lúcio Quíncio liderou a defesa da própria cidade de Roma, Lúcio Horácio organizou os suprimentos e a logística para a campanha e Sérvio Cornélio, a administração pública. Foi nesta campanha que ocorreu um dos episódios lendários da história de Camilo, que teria lançado o estandarte romano sobre o inimigo para incitar os romanos a lutar:
| “ | Depois de ter soado a carga, desmontou e, tomando pela mão o porta-estandarte mais próximo, o arrastou consigo em direção ao inimigo gritando: "Siga o estandarte, soldado!". Quando os homens viram Camilo em pessoa, agora já inábil por causa da idade avançada, correram na direção do inimigo com um grito de guerra e se atiraram ao assalto juntos gritando "Sigam o general". Diz-se que Camilo ordenou que um estandarte fosse atirado atrás da linha inimiga para que a vanguarda fosse incitada a recuperá-lo | ” |
|   | — Lívio, Ab Urbe Condita VI, 8. |   |

Os romanos levaram a melhor na batalha e os volscos conseguiram recuar até as muralhas de Satricum graças a um providencial temporal que interrompeu a batalha. Mas, abandonados por seus aliados, os volscos não conseguiram mais defender a cidade dos sucessivos ataques romanos. Voltando à Roma para pedir permissão para continuar a campanha até a captura de Âncio, o Senado ordenou que Camilo assumisse a campanha contra os etruscos, que estavam cercando Satricum e Nepi; Lúcio Quíncio e Lúcio Horácio foram encarregados de continuar a campanha contra os volscos. 
Camilo e Públio Valério levaram o exército mais uma vez para Satricum, que foi libertada dos etruscos, que a haviam ocupado, com uma ação coordenada. Enquanto Camilo ocupava os etruscos com um ataque de um lado da cidade, Públio invadiu com sua parte do exército a cidade. A reconquista de Nepi foi muito mais difícil, principalmente por causa da deserção de parte dos cidadãos, que passou a apoiar os etruscos. Mas, novamente, os romanos levaram a melhor, conquistando a cidade, massacrando os etruscos e nepianos traidores.

## Quinto tribunato consular (384 a.C.)
Em 384 a.C., foi eleito novamente, desta vez com Sérvio Cornélio Maluginense, Caio Papírio Crasso, Públio Valério Potito Publícola, Sérvio Sulpício Rufo e Tito Quíncio Cincinato Capitolino. O ano de 384 a.C. foi marcado pelo processo contra Marco Mânlio Capitolino e que terminou, tragicamente, com sua condenação à morte na Rocha Tarpeia. Marco era um grande adversário de Camilo e o acusava de querer ser rei, justamente a acusação que o levaria à morte.

## Sexto tribunato consular (381 a.C.)
Em 381 a.C., As tribos latinas estavam duvidavam dos romanos depois de sua última expedição. Diversas cidades volscas se uniram, incluindo Âncio, Preneste e Velitras. A nova liga liberou Satricum, assassinando todos os romanos que encontraram. Dada a crise, Camilo foi eleito tribuno pela última vez, com Lúcio Postúmio Albino Regilense, Lúcio Lucrécio Tricipitino Flavo, Aulo Postúmio Albino Regilense, Lúcio Fúrio Medulino Fuso e Marco Fábio Ambusto.
Lúcio Fúrio e Marco Fúrio Camilo cuidaram da guerra contra os volscos, que haviam ocupado Satricum, o que levou à declaração de guerra contra a cidade aliada de Túsculo.
Sua saúde não era boa, mas seu pedido de permissão para se aposentar foi negado. Camilo então decidiu que comandaria através de seu sobrinho, Lúcio Fúrio (ele era filho de seu irmão Espúrio Fúrio Medulino, tribuno consular em 400 a.C.), que, porém, começou a criticá-lo por que ele, ao chegar a frente de Satricum, decidiu adotar uma tática de espera por causa do número maior de adversários. E, quando Lúcio Fúrio, que era um magistrado de mesma patente, defendeu a necessidade de um ataque imediato contra os volscos, Camilo não se opôs e permitiu que ele liderasse o ataque, colocando-se no comando das reservas. O ataque, porém, foi repelido pelos volscos e teria terminado numa derrota completa para os romanos se não fosse a intervenção de Camilo. Lúcio Fúrio, porém, conseguiu mitigar sua derrota lutando para transmitir as ordens de Camilo durante o combate, do qual participou pessoalmente e no qual se destacou por bravura. Ao final, Camilo conseguiu levar os romanos à vitória.
Como muitos dos prisioneiros de guerra eram das cidade aliada de Túsculo, Camilo levou alguns para Roma para que fossem interrogados pelos senadores, que decidem declarar guerra e entregam o comando da operação a Camilo, que, contra todas as previsões, escolhe novamente Lúcio Fúrio para acompanhá-lo. Chegando à cidade, os romanos encontraram os portões abertos e todos os cidadãos desarmados, ocupados com suas atividades habituais. Por isso Camilo permite que os magistrados locais sigam até Roma para obterem o perdão dos senadores, que o concederam em função da atitude claramente arrependida dos tuscolanos.
Depois destes eventos, Camilo decidiu se aposentar definitivamente.

## Quarta ditadura (368 a.C.)

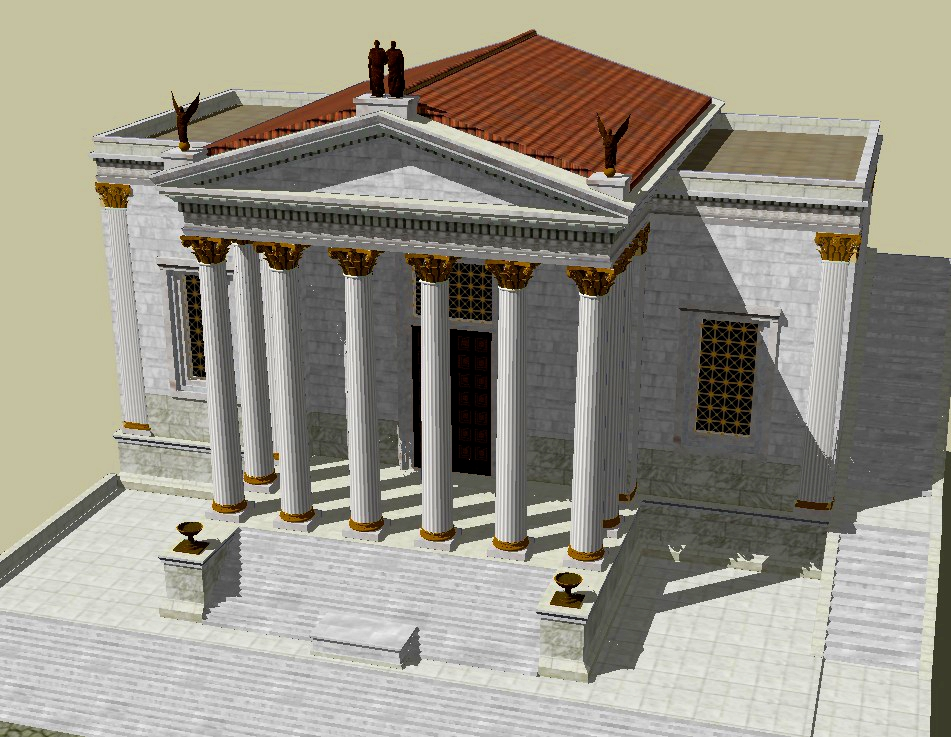
Aspecto original do Templo da Concórdia, no Fórum Romano, cuja construção foi ordenada por Marco Fúrio Camilo depois do fim do Conflito das Ordens, poucos anos antes de morrer. Contudo, só foi construído de fato em.

Em 368 a.C., estava no auge a batalha política entre patrícios e plebeus sobre a definição do cenário político de Roma e a definição da questão dos débitos contraídos pelos plebeus (que, se não pagos, levavam à escravidão) quando os tribunos da plebe Caio Licínio Calvo Estolão e Lúcio Sêxtio Laterano lideraram as tribos a votarem as suas próprias propostas a favor da plebe, mesmo com o veto expresso dos demais tribunos da plebe, controlados pelos patrícios. O Senado então nomeou Camilo ditador pela quarta vez, nominalmente para dar conta de um ataque dos velétrios, mas principalmente para impedir a votação das leis de Licínio e Sêxtio.
Mas  Camilo não conseguiu dissuadir os tribunos da plebe, argumentando a favor dos vetos dos colegas e pede demissão — segundo alguns, por que sua eleição não teria sido regular, segundo outros, por que temia a reação da plebe —, voltando a viver como cidadão privado.
Logo depois de sua demissão, o Senado elege Públio Mânlio Capitolino como novo ditador.

## Quinta ditadura (367 a.C.)
Com os gauleses mais uma vez marchando em direção ao Lácio, todos os romanos se uniram, apesar das enormes diferenças entre eles. Camilo foi nomeado ditador pela quinta e última vez, nomeou Tito Quíncio Peno como seu mestre da cavalaria (magister equitum) e passou a organizar ativamente a defesa de Roma. Por ordem de Camilo, os soldados romanos receberam armaduras defensivas contra o principal ataque gaulês: o pesado golpe de suas espadas. Tanto elmos lisos de ferro quanto escudos bordeados em latão foram providenciados, além de grandes lanças, que ajudavam a manter afastadas as espadas inimigas.
Os gauleses acamparam às margens do rio Ânio, trazendo consigo grande quantidade de espólios obtidos em seus saques. Perto deles, nos montes Albanos, Camilo percebeu que estavam desorganizados e entregues às celebrações. E, assim, pouco antes do anoitecer, a infantaria leve romana conseguiu desmantelar as defesas gaulesas e, logo atrás, a infantaria pesada e os lanceiros conseguiram aniquilar o inimigo. Depois da batalha, os velérios se renderam voluntariamente. De volta à Roma, Camilo celebrou mais um triunfo.

## Conflito das Ordens
Em Roma, os plebeus estavam convencidos sobre a proposta da dupla de cônsules, mas os patrícios não cediam e buscaram a proteção de Camilo. Os populistas tentaram prendê-lo, mas ele convocou antes uma sessão do Senado e convenceu os senadores a cederem à pressão popular, materializada pelos plebeus na Lex Licinia Sextia (367 a.C.).. Um novo cargo na magistratura, aberto à patrícios e plebeus, o pretorado, foi criado pela mesma lei.
A criação do cargo foi seguida de celebrações generalizadas. Camilo ordenou a construção do Templo da Concórdia ao lado do Fórum Romano.

## Falecimento
Marco Fúrio Camilo morreu de peste aos 81 anos em 365 a.C.:
| “ | Mas o que me fez mencionar esta peste foi a morte de Marco Fúrio, dolorosíssima para todos, apesar de sua idade avançada. Ele foi, na realidade, um homem sem paralelos em qualquer circunstância de sua vida. Excepcional tanto na paz quanto na guerra antes de ser banido de Roma, destacou-se ainda mais nos dias de exílio: o testemunho disto é o arrependimento de uma cidade inteira que, uma vez nas mãos inimigas, implorou por sua intervenção quando estava ausente, assim como o triunfo com o qual, readmitido à sua casa, re-estabeleceu seu próprio destino e o de sua pátria. Ele permaneceu mais de vinte e cinco anos — quantos ainda estavam vivos daquela época — no auge de uma reputação tal que foi considerado merecedor de ser nomeado o segundo fundador de Roma depois de Rômulo. | ” |
|   | — Lívio, Ab Urbe condita VII, 1. |   |